# Exército de Libertação Nacional Ta'ang

Bandeira do grupo.

Exército de Libertação Nacional de Ta'ang (birmanês:  တအောင်း အမျိုးသား လွတ်မြောက်ရေး တပ်မတော်) é um grupo insurgente em Mianmar (Birmânia) e o braço armado da Frente de Libertação do Estado de Palaung. O grupo é conhecido por suas operações contra o cultivo da papoila-dormideira, destruindo plantações de papoula, refinarias de heroína e laboratórios de metanfetamina.
Contrabandistas de ópio capturados pelo Exército de Libertação Nacional de Ta'ang são presos e o grupo afirma que os narcóticos apreendidos são escondidos na floresta para serem queimados publicamente em ocasiões especiais para deter o tráfico de drogas. O Exército de Libertação Nacional de Ta'ang tem acionado várias vezes as forças do governo durante suas operações contra a produção de ópio, embora seu objetivo principal seja alcançar a autodeterminação do povo Ta'ang (Palaung).

## História
O Exército de Libertação Nacional de Ta'ang originou-se como Exército / Organização de Libertação do Estado de Palaung, que assinou um acordo de cessar-fogo com o governo em 1991 e desarmou-se  em 2005. Após a dissolução desse grupo, os líderes Ta'ang (Palaung) Tar Aik Bong e Tar Bone Kyaw fundaram o Exército de Libertação Nacional de Ta'ang ao lado da Frente de Libertação do Estado de Palaung para continuar lutando pela autodeterminação do povo Ta'ang. O Exército de Libertação Nacional de Ta'ang  é atualmente aliado do Exército de Independência Kachin e do Exército do Estado de Shan - Sul, e tem conduzido operações ao lado deles no norte do estado de Shan.
Após as eleições gerais de 2010 e as reformas constitucionais em 2011, o governo criou a Zona Autoadministrada Pa Laung no norte do Estado de Shan como uma zona especial de autoadministração para o povo Ta'ang. A região é uma das mais subdesenvolvidas do país, com poucas escolas e hospitais.